# Hydriris
Hydriris és un gènere d'arnes de la família Crambidae. De vegades col·locat a la subfamília Spilomelinae de la família Crambidae, està assignat a la subfamília Glaphyriinae per altres autors.

## Taxonomia
- Hydriris angustalis Snellen, 1895
- Hydriris aonisalis (Walker, 1859)
- Hydriris bornealis (C. Felder, R. Felder & Rogenhofer, 1875)
- Hydriris chalybitis Meyrick, 1885
- Hydriris ornatalis (Duponchel, 1832)